# برای من فرقی نمی‌کند
«برای من فرقی نمی‌کند» (به انگلیسی: I'm Easy) تک‌آهنگی از هنرمند اهل ایالات متحده آمریکا، «کیت کارادین» است که در سال ۱۹۷۶ منتشر شد و در فیلم سینمایی نشویل بکار رفت.
برخی به اشتباه فکر می‌کردند که خواننده این ترانه جیم کروچی است؛ چرا که تُنِ صدا و نحوهٔ اجرای و حتی گیتارنوازی این دو هنرمند شبیه به هم بود؛ اما جیم کروچی یک سال قبل از انتشار نشویل درگذشته بود.
این ترانه در سال ۱۹۷۶ میلادی، برندهٔ جایزه اسکار بهترین ترانه و همچنین برندهٔ جایزه گلدن گلوب «بهترین ترانهٔ فیلم» شد.
«برای من فرقی نمی‌کند» در ۱۰۰ آهنگ داغ بیلبورد رتبه ۱۷ را به دست آورد و یک هفته در صدرِ جدول ترانه‌های معاصر بزرگسالان باقی ماند. بعدها هنرمندان دیگری این ترانه را بازخوانی کردند.
ترانه در فهرست ۱۰۰ ترانهٔ برتر سینمای آمریکا که سال ۲۰۰۴ از سوی بنیاد فیلم آمریکا منتشر شد، در رتبهٔ ۸۱ قرار گرفت.